# Tiago André Ramos da Mota
Tiago André Ramos da Mota (sinh ngày 20 tháng 5 năm 1987) là một cầu thủ bóng đá người Bồ Đào Nha thi đấu cho Oriental.

## Sự nghiệp câu lạc bộ
Anh ra mắt chuyên nghiệp tại Giải bóng đá hạng nhất quốc gia Bồ Đào Nha cho Oriental vào ngày 9 tháng 8 năm 2014 trong trận đấu trước Santa Clara.